# 切爾尼伊夫卡

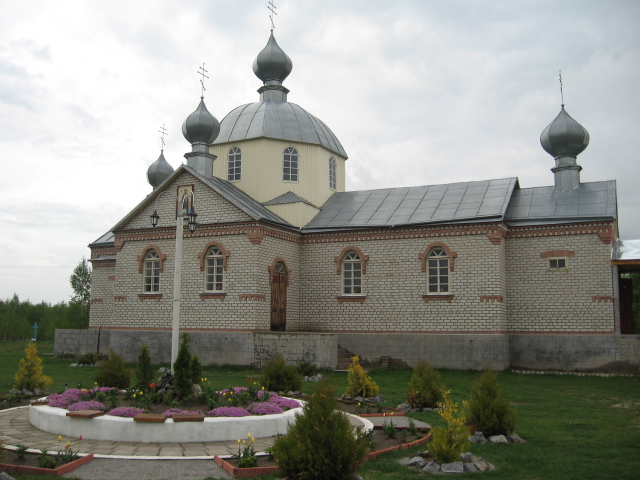

切爾尼伊夫卡（烏克蘭語：Черніївка），是烏克蘭西部的村莊，隸屬赫梅利尼茨基州的舍佩蒂夫卡區。該村始建於1710年，面積0.53平方公里，海拔高度229米，2020年人口215，人口密度每平方公里440.23人。
50°10′41″N 27°39′10″E / 50.17806°N 27.65278°E